# اردک لنگ (سیاست)

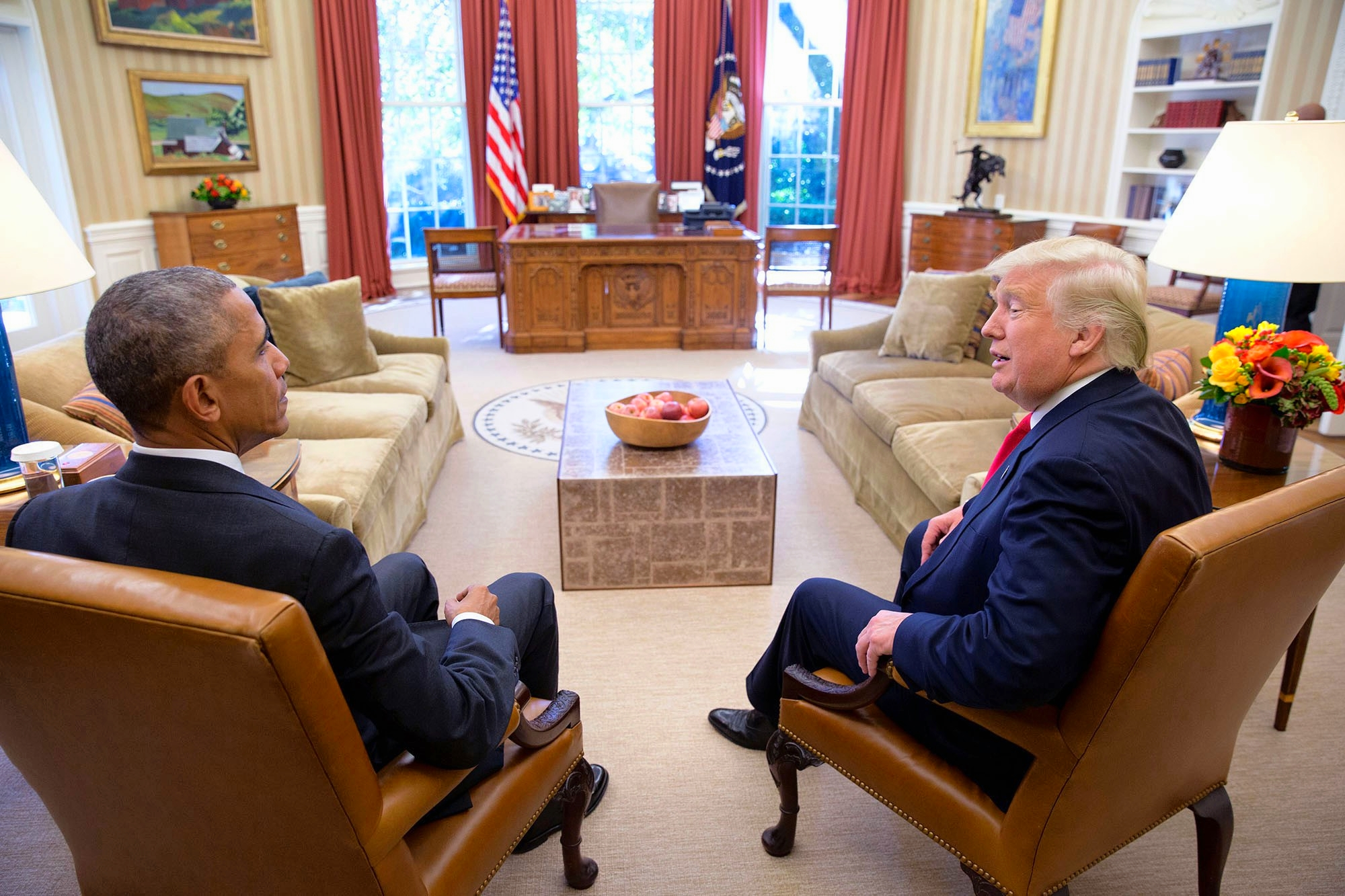
باراک اوباما، رئیس‌جمهور آمریکا، که هشت سال کامل خدمت کرد، به همراه جانشین تازه‌وارد خود، رئیس‌جمهور منتخب دونالد ترامپ

در سیاست، اردک لنگ(lame duck) یا سیاستمدار در حال خروج (outgoing politician)، یک مقام منتخب است که جانشین وی قبلاً انتخاب شده یا به زودی انتخاب خواهد شد. به نظر می‌رسد که این مقام به دلیل مدت زمان محدودی که در سمت خود باقی مانده‌است، نفوذ کمتری در سیاستمداران دیگر دارد. در حالی که برعکس، اردک لنگ در تصمیم‌گیری آزاد است و قدرت استاندارد خودش را با ترس اندکی از نتیجه، مانند صدور دستورهای اجرایی، عفو یا سایر احکام بحث‌برانگیز، اعمال می‌کند. در سیاست اردک لنگ شدن ناشی از محدودیت‌های دوره، بازنشستگی برنامه‌ریزی شده یا شکست‌های انتخاباتی است، و به ویژه در مواردی که در سیستم‌های سیاسی بین اعلام نتایج و به دست گرفتن قدرت توسط برندگان انتخابات تأخیر ایجاد می‌شود، بسیار مشهود است. حتی در سطح محلی، سیاستمدارانی که به دنبال انتخاب مجدد نیستند، اعتبار و نفوذ خود را نسبت به سایر اعضای نهاد از دست می‌دهند. پروژه‌های ناتمام آن‌ها ممکن است کنار نهاده شوند زیرا نفوذ اردک لنگ بسیار کاهش یافته‌است.

## شرح
وضعیتی که می‌تواند به دلیل موارد زیر باشد:
- از دست دادن شانس درخواست انتخاب مجدد
- تصمیم به عدم پیگیری دوره دیگر، که با انقضای دوره فعلی شروع می‌شود
- وجود محدودیت زمانی که مانع از حضور مجدد مقام برای آن دفتر خاص می‌شود
- لغو دفتر یا مقام، که با این وجود باید تا پایان دوره رسمی تحویل داده شود.[۱]